# 盧斯安奴·昆杜斯·達·施華
盧斯奧全名為盧斯安奴·昆杜斯·達·施華（Luciano Quadros da Silva，1974年4月10日—），巴西足球運動員，擔任門將，曾在2007–08年香港足球高級銀牌賽獲得最佳防守球員。
在香港效力一年後，盧斯奧選擇離開東方加盟其他球會。
其後四海空降甲組，四海老闆給盧斯奧優厚的條件，加盟四海。
1月期間，盧斯奧再轉會至傑志，穿上33號球衣。
2009–10年球季，傑志宣佈已從西班牙羅致了5至6名的外援，現有的外援全部不獲留用。